# St. Johannis (Aufkirchen)

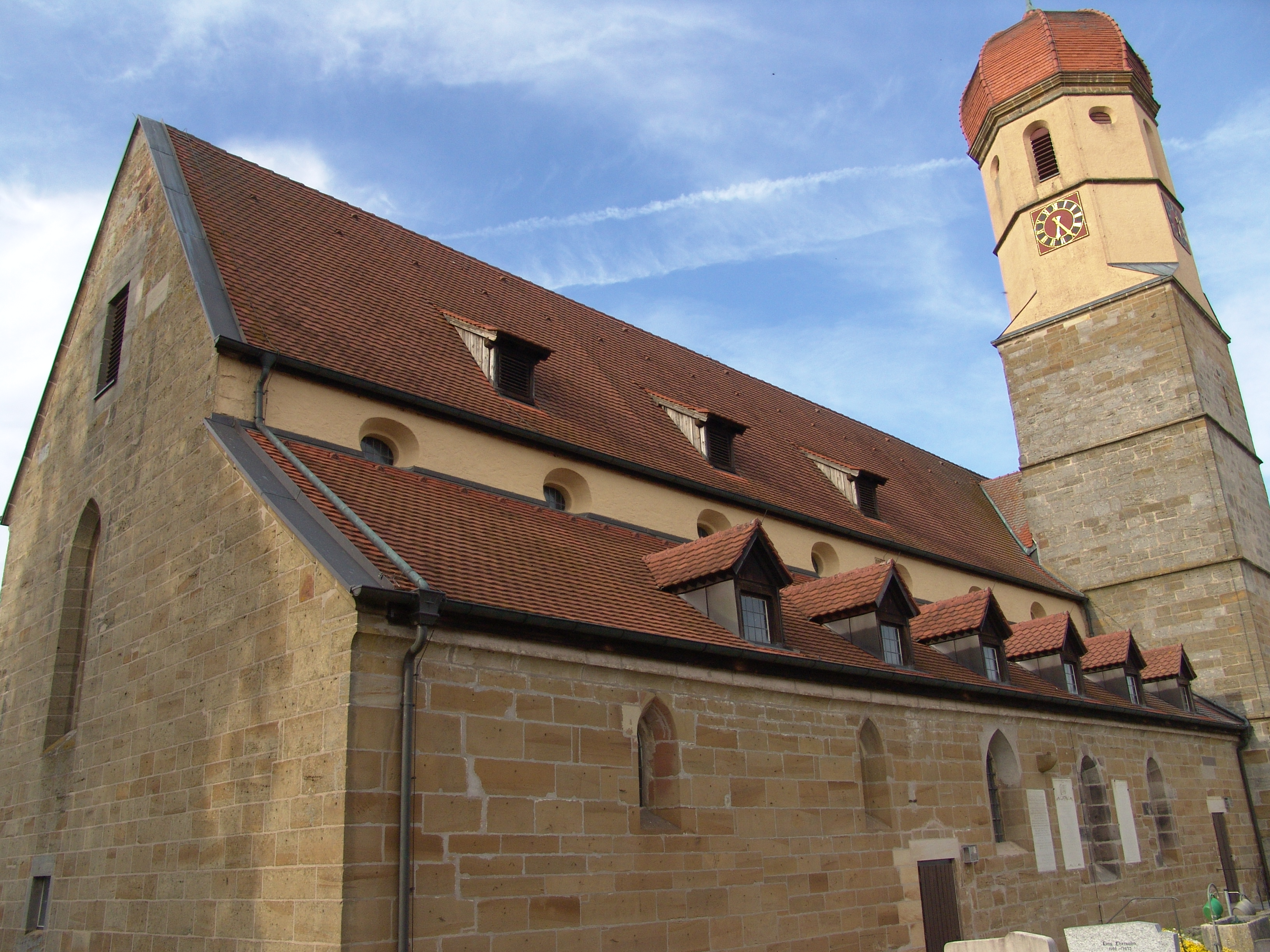
St. Johannis (Aufkirchen)

Die Evangelische Kirche St. Johannis ist ein denkmalgeschütztes Kirchengebäude, das im Gemeindeteil Aufkirchen der Gemeinde Gerolfingen im Landkreis Ansbach (Mittelfranken, Bayern) steht. Das Bauwerk ist unter der Denkmalnummer D-5-71-154-12 als Baudenkmal in die Bayerische Denkmalliste eingetragen. Die Kirchengemeinde gehört zum Dekanat Wassertrüdingen im Kirchenkreis Ansbach-Würzburg der Evangelisch-Lutherischen Kirche in Bayern.

## Beschreibung
Die ältesten Teile der als Basilika geplanten Kirche, von der nur das Mittelschiff und das südliche Seitenschiff aus Quadermauerwerk ausgeführt wurden, sind aus dem 14. Jahrhundert. Der Chor im Osten, er hat einem 5/8-Schluss, fluchtet mit der Nordwand des Mittelschiffs. Dem 1513/14 gebauten Kirchturm aus Quadermauerwerk im Winkel von Chor und Seitenschiff wurden später zwei verputzte, achteckige Geschosse aus Holzfachwerk aufgesetzt, das untere beherbergt die Turmuhr, das obere den Glockenstuhl. Bedeckt ist der Turm mit einer barocken Zwiebelhaube. Das mit einem Satteldach bedeckte Mittelschiff ist mit Schleppgauben versehen, das mit einem Pultdach bedeckte Seitenschiff mit Giebelgauben. Sowohl der Innenraum des Mittelschiffs als auch der des durch spitzbogige Arkaden getrennten Seitenschiffs sind mit Flachdecken überspannt. Der in der Mitte des 17. Jahrhunderts gebaute Altar stammt aus der Schlosskirche von Schloss Oettingen.

### Orgel
Die 1663 von einem unbekannten Meister erbaute Orgel besitzt einen frühbarocken Prospekt. Das Wappen des Eichstätter Bischofs Johann Euchar Schenk von Castell, ist oben angebracht. Das neue Werk wurde in der Dominikanerkirche Eichstätt aufgestellt. Nach Auflösung dieses Klosters im Jahr 1816 wurde die Orgel nach Aufkirchen verkauft und dort aufgestellt. Das wertvolle Instrument wurde mehrfach verändert, aber doch meist spielfähig gehalten – in der jüngeren Zeit bis zuletzt 1968. Sie muss aber wie bereits geplant, von der Firma Ahrend Orgelbau  um 2025 grundlegend restauriert werden. Neueres Kunststoffmaterial wurde 1968 für Bälge und Traktur benutzt. Es ist inzwischen porös und undicht. Wird durch traditionelles Material wie Ziegenleder ersetzt werden.
Die Orgel hat 16 Register auf zwei Manualen  und Pedal. Der Bestand an altem Pfeifenmaterial wird auf etwa zwei Drittel geschätzt.